# ويل كلارك (تريثلت)
ويل كلارك (بالإنجليزية: Will Clarke) هو تريثلت بريطاني، ولد في 31 يناير 1985 في كامبريدج في المملكة المتحدة.

## وصلات خارجية
- الموقع الرسمي
- ويل كلارك على موقع اتحاد الترياتلون الدولي (الإنجليزية)
- ويل كلارك على موقع IAT Triathlon Database (الإنجليزية)
- ويل كلارك على موقع أوليمبيديا (الإنجليزية)
- ويل كلارك على موقع اللجنة الأولمبية البريطانية (الإنجليزية)
- ويل كلارك على موقع اتحاد ألعاب الكومنولث (مؤرشف) (الإنجليزية)